# تپه تاس
تپه تاس مربوط به دوره اشکانیان - سده‌های میانه دوران‌های تاریخی پس از اسلام است و در شهرستان ایجرود، بخش مرکزی، دهستان گلابر، ۱۱۰۰ متری شرق روستای قره دره واقع شده و این اثر در تاریخ ۱۵ دی ۱۳۸۷ با شمارهٔ ثبت ۲۴۰۴۶ به‌عنوان یکی از آثار ملی ایران به ثبت رسیده‌است.